# 火星18
火星18（かせい18、朝鮮語表記:화성 18、Hwasong-18、ファソン18）は、朝鮮民主主義人民共和国が開発した大陸間弾道ミサイル（ICBM）。

## 概要
2023年4月13日に初発射が行われ、翌14日に朝鮮中央テレビにてその姿が報道された。初回発射時は自国と周辺国の安全確保のために速度や高度を段階別に急激に変える変則的な軌道で打ち上げた。
このミサイルは、北朝鮮にとって初の固体燃料を使用した大陸間弾道ミサイルであり、その噴煙からコンポジット系固体燃料推進薬が使用されていると推定されている。また先述の朝鮮中央テレビによる報道では、三段階式のミサイルであることが公表されている。
マサチューセッツ工科大のセオドア・ポストル名誉教授は、現代ビジネスのインタビューで火星18はロシアのトーポリMと「本質的に同じミサイル」としており、戦略国際問題研究所(CSIS)の報告書でもポストルは同様の指摘をした。またポストルはウクライナ侵攻を機に「ロシアは、米国に重大な安全保障上の脅威をもたらす可能性のある国に、高度な長距離ロケット技術を提供しないという約束を破った」と語った。現代ビジネスの連載で朝日新聞外交記者の牧野愛博は、「北東アジアの安全保障を巡る危機は更に深刻な状態に陥った」と指摘し、また「NPT体制を破壊する行為」だと指摘した。
一方アメリカのジェームズ・マーティン不拡散研究センターはCSISの報告書に、「『トーポリM』と『ヤルス』を取り違えるなどの事実誤認があると指摘」。ヨーロッパのミサイル専門家のマルクス・シラーはCSISの報告書の間違いに「同意しながらも」、「ロシアの関与の可能性を示す兆候を覆い隠してはならない」とした。

## 歴史
2023年4月13日に初発射を実施。この際、北海道に対し着弾する恐れがあるとしてJアラートが発令されている。翌14日には金正恩総書記が立会いの下で13日に発射した事実を朝鮮中央テレビが発表した。同年7月12日には2回目の発射実験を行い、翌13日に朝鮮労働党機関紙である労働新聞が再び金正恩の立ち会いのもとで発射実験を行ったと報じた。
2024年1月5日、朝鮮中央通信は金正恩が弾道ミサイルの輸送起立発射機製造工場を視察する様子を報道。背後に火星18を運搬する輸送起立発射機が写っていることが確認された。

## 各国の対応
- 日本 - 初回発射直後、松野官房長官は「国連安保理の緊急会合の開催を要請し、調整している。北朝鮮によるたび重なる決議違反に対し、安保理が行動できていないことは大変遺憾だ」と述べた[3]。